# Benzo(a)pyreen
Benzo[a]pyreen is een polycyclische aromatische koolwaterstof met als brutoformule C20H12. De naam is afgeleid van de verbinding met 4 ringen, pyreen, waaraan nog een benzeenring gekoppeld is. De aanduiding [a] geeft aan op welke plaats deze groep aan het pyreenskelet zit. De verbinding is zeer mutageen en carcinogeen. De stof komt voor als een gelige vaste stof.
Benzo[a]pyreen is een van de producten die ontstaan bij onvolledige verbranding bij temperaturen tussen 300 en 600°C. In 1933 was benzo[a]pyreen de eerste stof (geïsoleerd uit koolteer) waarvoor een relatie aangetoond werd tussen de stof en het optreden van bepaalde vormen van werkgerelateerde kanker (sooty warts van het scrotum) waaraan schoorsteenvegers leden. In de 19e eeuw viel het voorkomen van een groot aantal gevallen van huidkanker op onder stokers van stoommachines. In het begin van de 20e eeuw werd de relatie tussen benzo[a]pyreen en kanker aangetoond bij laboratoriumdieren door deze regelmatig met koolteer in te smeren.

## Natuurlijk voorkomen
Benzo[a]pyreen wordt gevonden in
- koolteer
- uitlaatgassen van auto's (in het bijzonder met dieselmotoren)
- tabaksrook[1]
- marihuanarook
- houtrook

Benzo[a]pyreen is vetoplosbaar en daarmee kunnen plantaardige en dierlijke oliën en vetten een bron zijn voor de verspreiding van deze stof.

## Toxicologie en veiligheid
Er is een groot aantal studies verschenen waarin de relatie tussen benzo[a]pyreen en kanker werd aangetoond. Het is veel lastiger vormen van kanker aan een bepaalde bron van benzo[a]pyreen te koppelen. Vooral bij mensen (ethische bezwaren) is het moeilijk de relatie in getallen weer te geven. Ook de verschillende mogelijke manieren van blootstelling zijn belangrijk (inhaleren, opname via het maag-darmkanaal). In 2005 werd een relatie ontdekt tussen vitamine A en emfyseem bij rokers. Benzo[a]pyreen bleek de schakel: bij ratten leidt blootstelling tot een tekort aan vitamine A.
In 1996 werd duidelijk op moleculair niveau aangetoond dat componenten uit tabaksrook gerelateerd kunnen worden aan longkanker. Benzo[a]pyreen bleek dezelfde genetische schade te induceren in het DNA van longcellen als is waargenomen in de meest kwaadaardige vormen van tumoren in de longen.
In 2001 is door het Amerikaanse National Cancer Institute een studie gepubliceerd waarin aanzienlijke hoeveelheden benzo[a]pyreen werden aangetoond in doorbakken eten van de barbecue. Vooral steaks, stukken kip en hamburgers vielen hierbij negatief op.